# Peter Rabbit (película)
Peter Rabbit (titulada Las travesuras de Peter Rabbit en Hispanoamérica) es una película de 2018 de comedia en imagen real/animación por computadora dirigida por Will Gluck y escrita by Rob Lieber y Gluck, basada en las historias de Peter Rabbit creadas por Beatrix Potter. La película cuenta con la voz de James Corden como el personaje principal, con Rose Byrne, Domhnall Gleeson, Sam Neill, Daisy Ridley, Elizabeth Debicki, Margot Robbie y Colin Moody también siendo parte del reparto. La película fue estrenada el 9 de febrero de 2018. Una secuela está programada para el 26 de febrero de 2021.

## Argumento
En el distrito de los lagos de Inglaterra, Peter Rabbit, su primo Benjamin Bunny y sus hermanas trillizas Flopsy, Mopsy y Cottontail pasan la mayor parte de sus días molestando al viejo Sr. McGregor y robando verduras de su jardín. Son amigos de una mujer local de buen corazón llamada Bea que pasa su tiempo pintando imágenes de los conejos y de la naturaleza circundante. Bea asumió un papel maternal con los conejos después de la muerte de su madre y después de que su padre fuera asesinado y comido en un pastel por el Sr. McGregor cuando eran pequeños. Un día, Peter se ve obligado a dejar su chaqueta en el jardín del Sr. McGregor y vuelve a buscarla. Sin embargo, fue una trampa tendida por el Sr. McGregor quien lo atrapa, pero de repente muere de un ataque cardíaco debido a décadas de hábitos alimenticios poco saludables. Encantado, Peter invita a todos los animales locales y se hace cargo de la mansión del Sr. McGregor.
Mientras tanto, en Londres, Thomas, el sobrino nieto de McGregor, un adicto al trabajo tenso y controlador, trabaja en el departamento de juguetes de Harrods, donde espera un ascenso a gerente general asociado. Acepta con indiferencia la noticia de la muerte de su tío abuelo, alguien de quien desconocía por completo, pero se enfurece por perder el ascenso ante un sobrino perezoso del director gerente y es despedido por perder la paciencia. Su ahora exgerente lo anima a tener un pasatiempo y pasar algún tiempo en el país.
Cuando Thomas descubre que la mansión de su tío abuelo es valiosa y que la ha heredado, decide tasarla y prepararla para la reventa a fin de abrir su propia tienda de juguetes y vengarse. Echa a Peter y los animales y comienza a mejorar la seguridad del muro del jardín y las puertas, a pesar de las objeciones de Bea. Cuando Peter y un Benjamin reacio se escabullen de regreso al jardín, Thomas atrapa a este último e intenta ahogar a Benjamin en un río, pero vacila. Los parientes de Benjamín lo rescatan; Thomas, en cambio, deja caer accidentalmente un preciado juego de binoculares que Bea le había dado antes, lo que lo obligó a recuperarlo.
Thomas y Bea terminan enamorándose, para los celos de Peter. Él y Thomas comienzan una guerra entre ellos colocando trampas y otras molestias ofensivas. Las cosas se salen de control cuando Peter vuelve a cablear una cerca eléctrica instalada por Thomas, lo que hace que Thomas arroje dinamita en la madriguera de los conejos. Después de que los conejos desencadenan la alergia de Thomas a las moras, los ataca en el jardín con un poco de dinamita y le dice a Peter que sus travesuras hicieron que se volviera agresivo. Peter detona la dinamita, demostrando a Bea que Thomas la estaba usando, pero explota la madriguera, haciendo que el árbol en la parte superior colapse en el estudio de arte de Bea. Bea ignora la explicación de Thomas sobre la participación de los conejos y rompe con él. Thomas regresa a Londres para trabajar en Harrods nuevamente.
Peter siente remordimiento por el daño que su imprudencia ha causado, y al enterarse de que Bea tiene la intención de dejar el vecindario, él y Benjamin se dirigen a Londres para traer a Thomas de regreso. Engañando a Thomas haciéndole creer que estaba imaginando la capacidad de hablar de los conejos, Peter le explica a Thomas que siga su corazón. Se apresuran a regresar al campo, donde Peter le muestra a Bea el detonador y lo presiona para que ella lo vea; confirmando así las afirmaciones anteriores de Thomas de que los conejos fueron los responsables de la explosión. Peter y Thomas le explican a Bea y le ruegan que no se aleje.
Deseando quedarse con Bea, Thomas ya no quiere vender la mansión; pero descubren que una desagradable pareja adinerada, con quien Thomas se había encontrado antes y había sido atormentado, ya había comprado la casa y finalizado la venta. Peter, su familia y amigos usan sus trucos para obligar a la pareja a salir de la casa, lo que le permite a Thomas regresar. Thomas y Bea reanudan su relación y él permite que la vida silvestre tome comida del jardín dentro de lo razonable.
Peter y su familia restauran la madriguera y el patio con la ayuda de Thomas y Bea. Thomas abre su propia tienda de juguetes en el pueblo, donde Bea exhibe sus pinturas de los conejos.

## Reparto
- Rose Byrne como Bea / Jemima Puddle-Duck (voz).
- Domhnall Gleeson como Thomas McGregor / Mr. Jeremy Fisher (voz).
- Sam Neill como Mr. Joe McGregor / Tommy Brock (voz).
- Marianne Jean-Baptiste como Gerente General de Harrods.
- Felix Williamson como Derek.

### Reparto de voces
- James Corden como Peter Rabbit.
- Daisy Ridley como Cottontail Rabbit.
- Margot Robbie como Flopsy Rabbit y el Narrador.
- Elizabeth Debicki como Mopsy Rabbit.
- Colin Moody como Benjamin Bunny.
- Sia como Mrs. Tiggy-Winkle.
- Fayssal Bazzi como Mr. Tod
- Ewen Leslie como Pigling Bland.
- Christian Gazal como Felix D’eer.
- Rachel Ward como Josephine Rabbit.
- Bryan Brown como Mr. Rabbit
- David Wenham como Johnny Town-Mouse.
- Will Reichelt como JW Rooster II.

Los Gorriones Cantantes son interpretados por Jessica Freedman, Shana Halligan, Katharine Hoye, Chris Mann, Chad Reisser, y Fletcher Sheridan.

## Producción

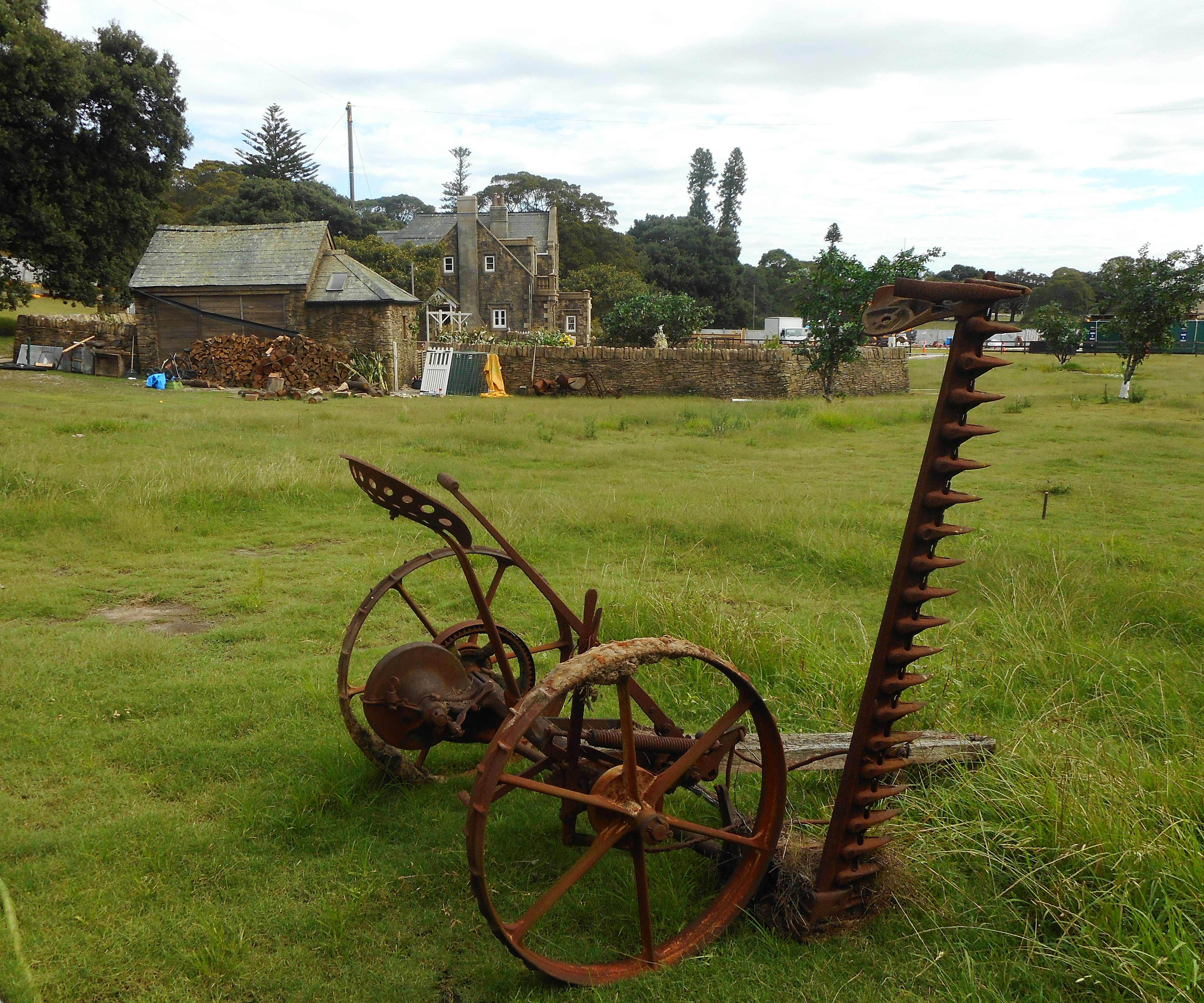
"movie set" de Peter Rabbit.

La película fue revelada por primera vez en abril de 2015 a través de leaks de un correo electrónico como resultado del hackeo a Sony Pictures. El anuncio oficial se dio en diciembre.
El 4 de agosto de 2016 se reportó que Will Gluck dirigiría la película desde un guion de Gluck y Rob Lieber, con James Corden interpretando a Peter Rabbit y Rose Byrne interpretando a un personaje de imagen real. El reporte también decía que Gluck produciría el filme junto a Zareh Nalbandian de Animal Logic, quienes proveerían los efectos visuales y la animación.
El 26 de septiembre de 2016, Daisy Ridley y Elizabeth Debicki se unieron al reparto, y la producción de imagen real se programó para comenzar en Sídney, Australia en enero de 2017. El 18 de octubre Domhnall Gleeson se unió a la película como Thomas McGregor, el descendiente del original Mr. McGregor, y el 24 de octubre, Margot Robbie se unió, esperando interpretar a una coneja. El 7 de noviembre, Sia se unió al reparto como Mrs Tiggy-Winkle.

### Filmación
El 18 de diciembre de 2016, una imagen del protagonista, junto al logo de la película, fueron revelados. La producción comenzó en diciembre de 2016. Las escenas en acción real fueron rodadas en el Centennial Park en Sídney. En marzo de 2017, la filmación tomó lugar en la Estación Central de Sídney, que fue representada como la Estación de Paddington.

## Estreno
Peter Rabbit sería estrenada el 23 de marzo de 2018, pero fue cambiada al 9 de febrero de 2018.

### Edición en video
La película fue lanzada en plataformas digitales el 20 de abril de 2018. Un Blu-ray, DVD y 4K fueron lanzados el 1 de mayo de 2018.

## Recepción
Peter Rabbit recibió reseñas mixtas a positivas de parte de la crítica y de la audiencia. En la página web Rotten Tomatoes, la película obtuvo una aprobación de 64%, basada en 135 reseñas, con una calificación de 5.8/10, mientras que de parte de la audiencia tuvo una aprobación de 57%, basada en 3083 votos, con una calificación de 3.4/5.
Metacritic le dio a la película una puntuación 51 de 100, basada en 26 reseñas, indicando "reseñas mixtas". Las audiencias encuestadas por CinemaScore le dieron una "A-" en una escala de A+ a F, mientras que en el sitio web IMDb los usuarios le han dado una calificación de 6.6/10, sobre la base de 23 292 votos. En la página FilmAffinity tiene una calificación de 5.6/10, basada en 1259 votos.

## Secuela
Columbia Pictures desarrolló una secuela que fue estrenada el 3 de abril de 2020, con Gluck regresando para escribir y dirigir la película.